# Nia Vardalos
Nia Vardalos est une actrice, scénariste et productrice canadienne, née le 24 septembre 1962 à Winnipeg.

## Biographie
Antonia Vardalos naît au Canada de parents d'origine grecque. Elle fait ses débuts d'actrice à la télévision dans les années 1990 avant d'atteindre la notoriété grâce au succès du film Mariage à la grecque (2002), dont elle est l'actrice principale et la scénariste. Les ruines de ma vie (2009)

## Filmographie

### Cinéma
- 1996 : No Experience Necessary : Sheila
- 1997 : Men Seeking Women : Iris
- 1998 : Short Cinema (vidéo)
- 1999 : Un homme idéal (Meet Prince Charming) : Jennifer
- 2002 : Mariage à la grecque (My Big Fat Greek Wedding) : Toula Portokalos
- 2004 : Connie et Carla (Connie and Carla) : Connie
- 2009 :  Vacances à la grecque (Ma vie en ruines) : Georgia
- 2010 : Je déteste la Saint-Valentin (I Hate Valentine's Day) : Geneviève
- 2011 : Il n'est jamais trop tard (Larry Crowne) : le génie de la lampe (voix)
- 2012 : American Sexy Phone (For a Good Time, Call…) : Rachel Rodman
- 2012 : Graine de championne (McKenna Shoots for the Stars) : Mme  Brooks
- 2016 : Mariage à la grecque 2 (My Big Fat Greek Wedding 2) : Toula Portokalos
- 2023 : Mariage à la grecque 3 (My Big Fat Greek Wedding 3) : Toula Portokalos

### Télévision
- 1997-1998 : Nom de code : TKR : Domino (voix) (22 épisodes)
- 2003 : My Big Fat Greek Life (en) : Nia Portokalos (7 épisodes)
- 2009 : Drop Dead Diva : Lisa Shane (1 épisode)
- 2010 : Bailey et Stark : Eileen (1 épisode)
- 2011 : Cougar Town : Angela Torres (1 épisode)
- 2012 : Grey's Anatomy : Karen (1 épisode)
- 2013-2014 : New York, unité spéciale : avocate de la défense Minonna Efron (saison 14, épisode 12 ; saison 15, épisodes 9 et 23)
- 2015 : Jane the Virgin : Barbara (1 épisode)
- 2015 : Marry Me : Pam (1 épisode)
- 2016 : The Catch : Leah Wells (3 épisodes)
- 2016 : Graves : Annie Spiro (4 épisodes)
- 2020 : Un Noël Al Dente (A Taste of Christmas) : Olivia Rogers
- 2023 : New York unité spéciale : avocate de la défense Minonna Efron (saison 24, épisode 16)

Comme scénariste
- 2002 : Mariage à la grecque (My Big Fat Greek Wedding)
- 2004 : Connie et Carla (Connie and Carla)
- 2011 : Il n'est jamais trop tard (Larry Crowne), de et avec Tom Hanks
- 2016 : Mariage à la grecque 2  (My Big Fat Greek Wedding 2)
- 2023 : Mariage à la grecque 3  (My Big Fat Greek Wedding 3)

Comme productrice
- 2004 : Connie et Carla (Connie and Carla)

## Distinctions
| Année            | Évènement                                     | Catégorie                                             | Film                 | Résultat   |
| ---------------- | --------------------------------------------- | ----------------------------------------------------- | -------------------- | ---------- |
| Comme scénariste |                                               |                                                       |                      |            |
| 2002             | American Screenwriters Association            | Discover Screenwriting Award                          | Mariage à la grecque | Lauréat    |
| 2002             | Washington D.C. Area Film Critics Association | Best Original Screenplay                              | Mariage à la grecque | Lauréat    |
| 2002             | Oscars                                        | Meilleur scénario original                            | Mariage à la grecque | Nomination |
| 2002             | Critics' Choice Movie Award                   | Meilleur scénario original                            | Mariage à la grecque | Nomination |
| 2002             | London Film Critics' Circle                   | Meilleur scénario                                     | Mariage à la grecque | Nomination |
| 2002             | Phoenix Film Critics Society Award            | Meilleur scénario original                            | Mariage à la grecque | Nomination |
| 2002             | Satellite Awards                              | Meilleur scénario adapté                              | Mariage à la grecque | Nomination |
| 2002             | Writers Guild of America Award                | Meilleur scénario original                            | Mariage à la grecque | Nomination |
| Comme actrice    |                                               |                                                       |                      |            |
| 2002             | Film Independent's Spirit Awards              | Meilleure Premiere Performance                        | Mariage à la grecque | Lauréat    |
| 2002             | Phoenix Film Critics Society Award            | Meilleur nouvelle actrice                             | Mariage à la grecque | Lauréat    |
| 2002             | Golden Globe                                  | Meilleure actrice dans un film musical ou une comédie | Mariage à la grecque | Nomination |
| 2002             | Online Film Critics Society                   | Révélation de l'année                                 | Mariage à la grecque | Nomination |
| 2002             | Satellite Award                               | Meilleure actrice                                     | Mariage à la grecque | Nomination |
| 2002             | MTV Movie Awards                              | Meilleure révélation féminine                         | Mariage à la grecque | Nomination |
| 2002             | Screen Actors Guild Award                     | Meilleure distribution                                | Mariage à la grecque | Nomination |